# William Bradford (1590–1657)
William Bradford, född 19 mars 1590 i Austerfield i nuvarande South Yorkshire i England, död 9 maj 1657 i Plymouthkolonin, var en engelsk kolonisatör och ledare för Plymouthkolonin i Massachusetts. William Bradford emigrerade till Amerika 1620 på skeppet Mayflower.